# Fatehgarh
Fatehgarh är en stad i den indiska delstaten Uttar Pradesh, och är den administrativa huvudorten för distriktet Farrukhabad. Staden hade 14 793 invånare vid folkräkningen 2011, och ingår i den större staden Farrukhabad-cum-Fatehgarhs storstadsområde.